# Unkana tateyamaella
Unkana tateyamaella är en insektsart som beskrevs av Matsumura 1935. Unkana tateyamaella ingår i släktet Unkana och familjen sporrstritar. Inga underarter finns listade i Catalogue of Life.